# Podusilna
Podusilna (ukrainisch Подусільна; russisch Подусельна, polnisch Podusilna, früher Usilna) ist ein Dorf in der westukrainischen Oblast Lwiw mit etwa 300 Einwohnern.
Am 12. Juni 2020 wurde das Dorf ein Teil der neu gegründeten Stadtgemeinde Peremyschljany im Rajon Lwiw, bis dahin bildete es eine eigenständige Landratsgemeinde im Rajon Peremyschljany.

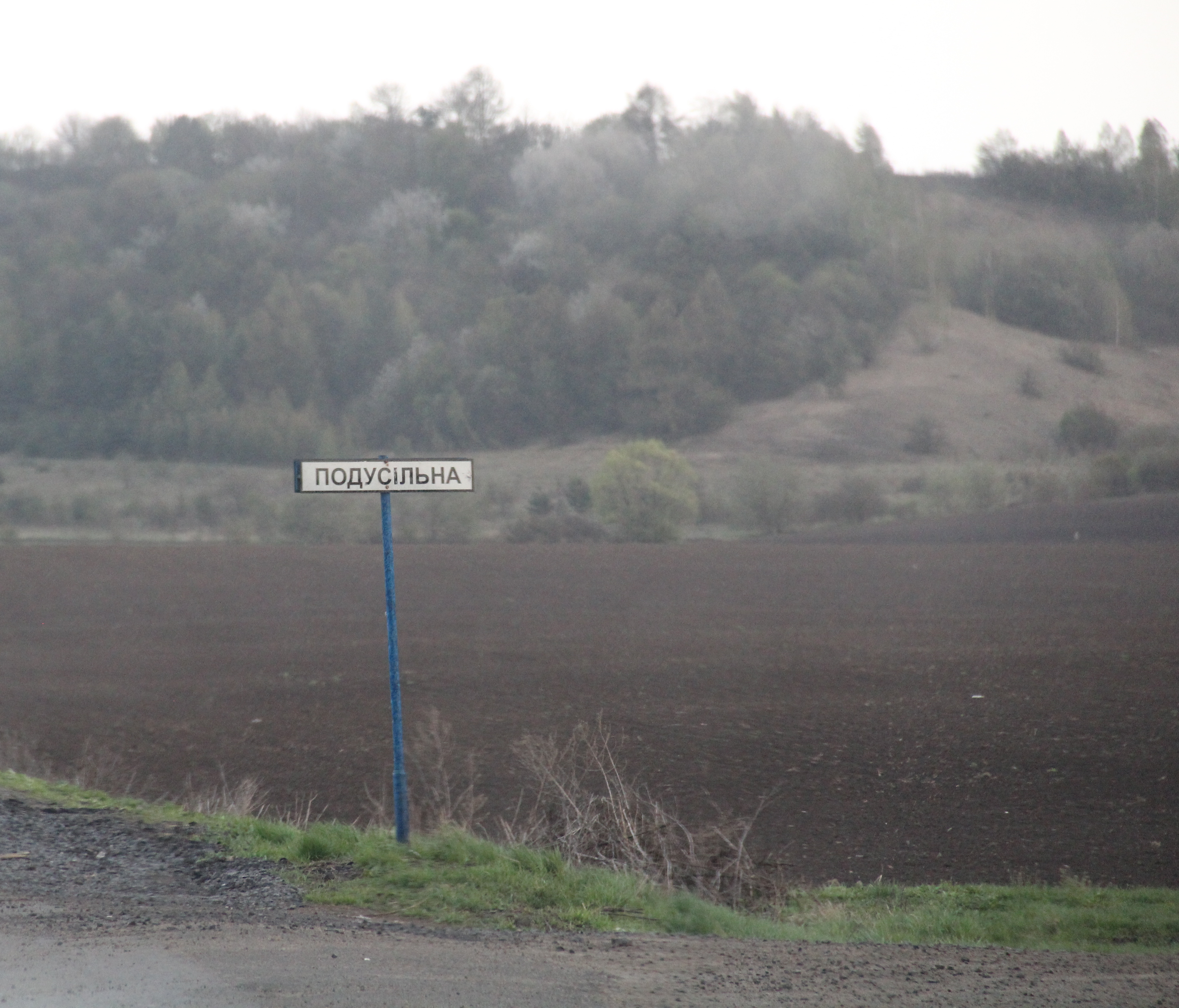
Podusilna

## Geschichte
Der Ort wurde im Jahre 1462 als Vosylnye und später als Vszilne (1515) und Podusilna (1785 bis 1788) urkundlich erwähnt. Der Name ist vom Wort usile (im Polnischen „Mühe, Arbeit“, ukrainisch всилання wsylannja/усилання usylannja) abgeleitet, möglicherweise nach dem schwierig zu bewirtschaftenden Ackerland, sekundär Podusilna – pod (ukrainisch під pid, deutsch „unter[halb]“) Usilnem (siehe auch die Namen Usilna).
Er gehörte zunächst zum Lemberger Land in der Woiwodschaft Ruthenien der Adelsrepublik Polen-Litauen. Bei der Ersten Teilung Polens kam das Dorf 1772 zum neuen Königreich Galizien und Lodomerien des habsburgischen Kaiserreichs (ab 1804).
Im Jahr 1872 entstand dort eine Siedlung der Mennoniten. Ab 1909 gehörten sie zur Gemeinde Kiernica-Lemberg.
Im Jahre 1900 hatte die Gemeinde Podusilna 116 Häuser mit 779 Einwohnern, davon 738 ruthenischsprachige, 28 polnischsprachige, 13 deutschsprachige, 743 griechisch-katholische, 19 römisch-katholische, 16 Juden, 1 anderen Glaubens. Im Gutsgebiet von Podusilna gab es zusätzlich 31 Häuser mit 248 Einwohnern, davon 131 polnischsprachige, 101 ruthenischsprachige, 16 deutschsprachige, 123 griechisch-katholische, 70 römisch-katholische, 5 Juden und 50 anderen Glaubens (Mennoniten).
Nach dem Ende des Polnisch-Ukrainischen Kriegs 1919 kam die Gemeinde zu Polen. Im Jahre 1921 hatte sie 187 Häuser mit 1046 Einwohnern, davon 746 Ruthenen, 300 Polen, 837 griechisch-katholische, 175 römisch-katholische, 22 Juden (Religion), 2 Protestanten, 10 andere Christen. Im Gutsgebiet von Podusilna gab es zusätzlich 5 Häuser mit 49 Einwohnern, davon 39 Polen, 10 Ruthenen, 25 römisch-katholische, 14 griechisch-katholische, 9 Juden (Religion).
Im Zweiten Weltkrieg gehörte der Ort zuerst zur Sowjetunion und ab 1941 zum Generalgouvernement, ab 1945 wieder zur Sowjetunion, heute zur Ukraine.